# دونالد غلوفر
دونالد غلوفر (بالإنجليزية: Donald Glover) مواليد 26 سبتمبر 1983 في قاعدة إدواردز الجوية، كاليفورنيا، الولايات المتحدة، هو ممثل وممثل صوت وكاتب سيناريو وفكاهي ومخرج ومغني وكاتب أغاني ومغني راب ومنسق موسيقى أميركي بدأ مسيرته الفنية عام 2002.
اكتسب شهرة للمرة الأولى لعمله في مجموعة دارك كوميدي، واليشتهر ككاتب للسلسلة 30 روك ولدوره كشخصية تروي بارنز في السلسلة الفكاهية كوميونتي على هيئة الإذاعة الوطنية. كموسيقي، يتخذ الاسم الفني تشايلدش گامبينو (گامبينو عائلة في المافيا من أصول صقلية، وتشايلدش معناه طفولي).

## الأعمال
- 2015: تأثير لازاروس (الدور: Niko)
- 2015: المريخي (الدور: Rich Purnell)
- 2006–2012: 30 روك (الدور: Various)
- 2009–2014: كوميونتي (الدور: Troy)
- 2011: العرض العادي (الدور: Alpha-Dawg)
- 2013: فتيات (الدور: Sandy)
- 2013: وقت المغامرة (الدور: Marshall Lee)
- 2019: الأسد الملك (الدور:سيمبا)

## وصلات خارجية
- دونالد غلوفر على موقع IMDb (الإنجليزية)
- دونالد غلوفر على موقع ميتاكريتيك (الإنجليزية)
- دونالد غلوفر على موقع روتن توميتوز (الإنجليزية)
- دونالد غلوفر على موقع ألو سيني (الفرنسية)
- دونالد غلوفر على موقع ميوزك برينز (الإنجليزية)
- دونالد غلوفر على موقع ميوزك برينز (الإنجليزية)
- دونالد غلوفر على موقع رولينغ ستون (الإنجليزية)
- دونالد غلوفر على موقع أول موفي (الإنجليزية)
- دونالد غلوفر على موقع بوكس أوفيس موجو (الإنجليزية)
- دونالد غلوفر على موقع قاعدة بيانات الأفلام السويدية (السويدية)